# Ernst Johann Biron von Curland
Ernst Johann Karl Oskar Eitel Friedrich Peter Burchard Biron von Curland (ur. 6 sierpnia 1940 w Berlinie) – książę kurlandzki, głowa rodu Bironów, honorowy obywatel Sycowa, przewodniczący Związku Szlachty Śląskiej.
Potomek Ernesta Jana Birona, prawnuk cesarza Wilhelma II Hohenzollerna. Syn Karla Petera Birona von Curland i Herzeleidy von Hohenzollern.
Z zawodu fizyk. Pracownik naukowy Instytutu Maxa Plancka. Od 1982 roku głowa książęcego rodu Bironów i tytularny wolny pan stanowy Sycowa.